# Gozdni jereb
Gozdni jereb (znanstveno ime Tetrastes bonasia) ali leščerka je najmanjša gozdna kura, ki živi na ozemlju Slovenije.

## Opis
Gozdni jereb meri okoli 35 cm in tehta od 400 – 450 gramov. Samec in samica se bistveno ne razlikujeta. Jereb ima značilno čopko daljšega perja na glavi. Ušesne odprtine se zelo velike in jih pokriva nekaj daljših peres. Rep je razmeroma dolg, sive barve s prečno črno progo. Po hrbtu ima rjasto rjave drobne lise različnih barvnih odtenkov. Po vratu je jereb na zgornji strani drobno sivo rjavo grahast, po spodnjem delu proti oprsju pa živo rjavo belo obarvan. Peresa so rjava in obrobljena z razmeroma široko belo progo, proti trebuhu pa bela barva vedno bolj prevladuje. Za samca je značilna sajasto črna lisa nad podbradkom, obrobljena z belo, dokaj široko progo, ki se nadaljuje poševno proti hrbtu. Oči so majhne, nad njimi pa je ozka živo rdeča roža, ki je pri samicah bolj oranžno rdeča in ni tako izrazita. Samica nima črnega podbradka. Noge so čvrste, prsti sorazmerno dolgi in nosijo resice, zakrnela peresca, ki pri golitvi odpadejo. Kljun je kratek in širok. Kremplji so kratki, črni in topi. Po jesenski golitvi dobi jereb gostejše in živahnejše obarvano perje. Noge so takrat operjene do prstov.

## Razmnoževanje
Gozdni jereb živi monogamno. Parčki se oblikujejo jeseni in če oba preživita zimo se paritev začne sredi marca in traja do začetka maja. Jereb je navezan na svoj teritorij in ga tudi brani. Če vdre tekmec na njegovo območje ga začne glasno obkrožati  in našopiri rep v pahljačo tako, da pride do izraza črna proga na repnih peresih, ki jo sicer prekrivata dve rjavkasto sivi peresi. 
Samec samico pri snubljenju obkroža, se šopiri in nasrši perje na spodnjem delu vratu in bradi, pri tem pa pride do izraza bela proga na obeh straneh vratu. Peruti spusti in drsa z njimi po tleh. Samica s počepom poziva k paritvi, na pol spusti peruti in naglo obrača glavo na levo in desno.
Gnezdi na tleh, zaradi velike izpostavljenosti na dobro skritih mestih, ob deblu, pod nizko  gosto obraslo vejo… Gnezdo je plitko, globoko okoli 10 cm in približno 20 cm široko. Po navadi znese od 7 -11 jajc ki so svetlo rjave barve s temno rjavimi pikami in lisami.  Ko vali jo je zelo težko opaziti, saj jo pred tem varuje okolici izredno prilagojena kriptična obarvanost. Ko samica zapusti gnezdo da si poišče hrano pokrije jajca z listjem, travo ali mahom. Po približno 25 dneh se zvalijo puhasti kebčki, ki se dokaj naglo razvijajo. Naslednji dan že premagujejo nizke ovire in skočijo do 30 cm visoko. Po nekaj dneh lahko že preletijo nekaj metrov, po treh tednih pa tudi že večje razdalje in varno pristanejo na tleh.

## Vedenje in način življenja
Gibanje in tekanje jereba kaže na njegovo veliko spretnost. Pri obiranju gozdnih sadežev, ki so nekoliko višje ( maline, robidnice…), skače v zrak in v skoku kljune po hrani. Ko zoblje plodove na tankih vejicah (mokovec,jerebika,bezeg…), spretno pleza; pri tem pa mu odlično služijo dolgi prsti, s katerimi vejo objema z obeh strani. Pri vzletu in pri letu navzgor močno zahrumi, pri letu navzdol pa tiho jadra med vejami in krošnjami. Značilno teritorialno vedenje, s čimer jereb zaznamuje svoj prostor, je skok v višino (tudi 1 m visoko), pri čemer naglo in močno zaprhuta.
Pri prehranjevanju je vedenje odvisno na letno dobo. V poletnem obdobju najde večino hrane na tleh ali na nizkih rastlinah. Hrano s tal pobira tako, da s kljunom obrača listje in koščke lubja. Z nastopom mraza pa jereb preide na zimsko hrano. S tal se preseli na veje grmovja in dreves, kjer obira plodove.  Kot druge gozdne kure potrebuje tudi jereb za drobljenje težko prebavljive hrane pesek, ki ga išče na cestah, gozdnih poteh in vodnih tokovih.
Gozdni jereb se rad prepeli, s tem pa si odstranjuje tudi razne zajedavce. Perje si neguje tudi z nanašanjem izločka iz nadrepne žleze.
Prenočuje nizko na drevesih običajno 2 – 4 m visoko in 20 – 60 cm stran od debla. Pozimi pri zelo nizkih temperaturah pa prenočuje v snežnih duplinah, kjer prebije večino dneva. Snežno duplino si naredi tako, da prosto pade v sneg, nato pa si izdolbe rov dolg 30 – 100 cm, iz dupline pa pride s prebojem snežnega pokrova nad seboj.
Gozdni jereb se ne seli, močno je navezan na svoj življenjski prostor. Do krajevnih selitev pride, ko se njegovo življenjsko okolje toliko spremeni, da mu ne daje več osnovnih pogojev za življenje. Jeseni je opaziti premike jereba v območja, kjer je več rastlinske hrane, vendar pa to ni selitev, pač pa širjenje areala.

## Podvrste
Prepoznanih je enajst podvrst:
- T. b. rhenanus (Kleinschmidt, 1917) – severovzhodna Francija, Luksemburg, Belgija in zahodna Nemčija
- T. b. styriacus (von Jordans & Schiebel, 1944) – Alpe, južna Poljska do Madžarske
- T. b. schiebeli (Kleinschmidt, 1943) – Balkanski polotok
- T. b. rupestris (Brehm, CL, 1831) – južna Nemčija in Češka
- T. b. bonasia (Linnaeus, 1758) – zahodna, južna Skandinavija in osrednja Poljska proti vzhodu do Urala (Rusija)
- T. b. griseonota Salomonsen, 1947 – severna Švedska
- T. b. sibiricus Buturlin, 1916 – severovzhodna Rusija, severna in osrednja Sibirija ter severna Mongolija
- T. b. kolymensis Buturlin, 1916 – vzhodna Sibirija
- T. b. amurensis Riley, 1916 – severovzhodna Kitajska do severnega Korejskega polotoka
- T. b. yamashinai Momiyama, 1928 – Sahalin  (Rusija)
- T. b. vicinitas Riley, 1915 – Hokaido (Japonska)